# تشارلز د. شيروود
تشارلز د. شيروود (بالإنجليزية: Charles D. Sherwood)‏ هو محامي وسياسي أمريكي، ولد في 18 نوفمبر 1833 في نيو ميلفورد في الولايات المتحدة، وتوفي في 3 يوليو 1895 في شيكاغو في الولايات المتحدة. حزبياً، نشط في الحزب الجمهوري لمينيسوتا ‏ والحزب الجمهوري. وقد انتخب عضو مجلس نواب مينيسوتا وانتخب رئيس مجلس نواب مينيسوتا ‏ وانتخب نائب حاكم ولاية مينيسوتا ‏.